# Rockstar New England
ロックスター・ニューイングランド（英: Rockstar New England, Inc.）は、アメリカ合衆国マサチューセッツ州ニューイングランドに本社を設立しているゲーム開発会社。テイクツー・インタラクティブ内のブランド、ロックスター・ゲームス社傘下であり、オフラインからオンライン向けのゲーム開発を行うロックスター・スタジオの1つである。

## 概要
旧社名はマッドドックソフトウェア社（Mad Doc Software, LLC）であったが、2008年4月4日、ロックスター・ゲームス社（テイクツー・インタラクティブ社）による買収が成立したと発表された。
その後、マッドドックソフトウェアは契約の一環としてロックスター・ブランドの1つとなり、現在のロックスター・ニューイングランドに改名した。
厳密には、ロックスター・ゲームス社の子会社であるロックスター・ロンドン社と同様に、主にゲーム開発の支援を行っている。また、グランド・セフト・オートシリーズの『グランド・セフト・オートIV』のPC版の移植業務の一部を開発、『グランド・セフト・オートV』などはロックスター・ノース社などのゲーム開発を支援してきた。

## 超労働問題
度々ロックスター社(子会社を含む)は労働環境が極めて酷いと長年批判されており、ロックスター・ニューイングランド社ではゲーム開発などを行なっている社員などは週に残業を強制的に行われている。または日によっては1日、12時間労働だったと説明している。

## 開発作品
- ブリー (2006年)
- グランド・セフト・オートIV（2008年）
- レッド・デッド・リデンプション（2010年）
- L.A.ノワール（2011年）
- マックスペイン3（2012年）
- グランド・セフト・オートV[4]（2013年）
- レッド・デッド・リデンプション2（2018年）